# Ресавська (печера)
Ресавська печера — одна з найбільших печерних систем в Сербії, яка розташована біля с. Єловац, що на сході країни. 
Довжина печери становить 4500 м, з яких розвідано — 2850 м. Печера має статус пам'ятники природи.

## Історія
Про печеру знали тільки пастухи, які ховались у ній від дощів зі стадами овець. В 1962 р. один з пастухів показує печеру туристам, у цей же рік почали печеру досліджувати. Роботи з досліджень печери тривали 10 років. Печера була офіційно відкрита для відвідувачів 22 квітня 1972 року.

## Туризм
Незважаючи на те, що довжина відкритої частини для туристів становить 780 м, час екскурсії займає приблизно 40 хвилин.
На сьогодні печеру відвідують до 50 тис. осіб на рік, тому вона є одним з найвідвідуваніших туристичних об'єктів Сербії.

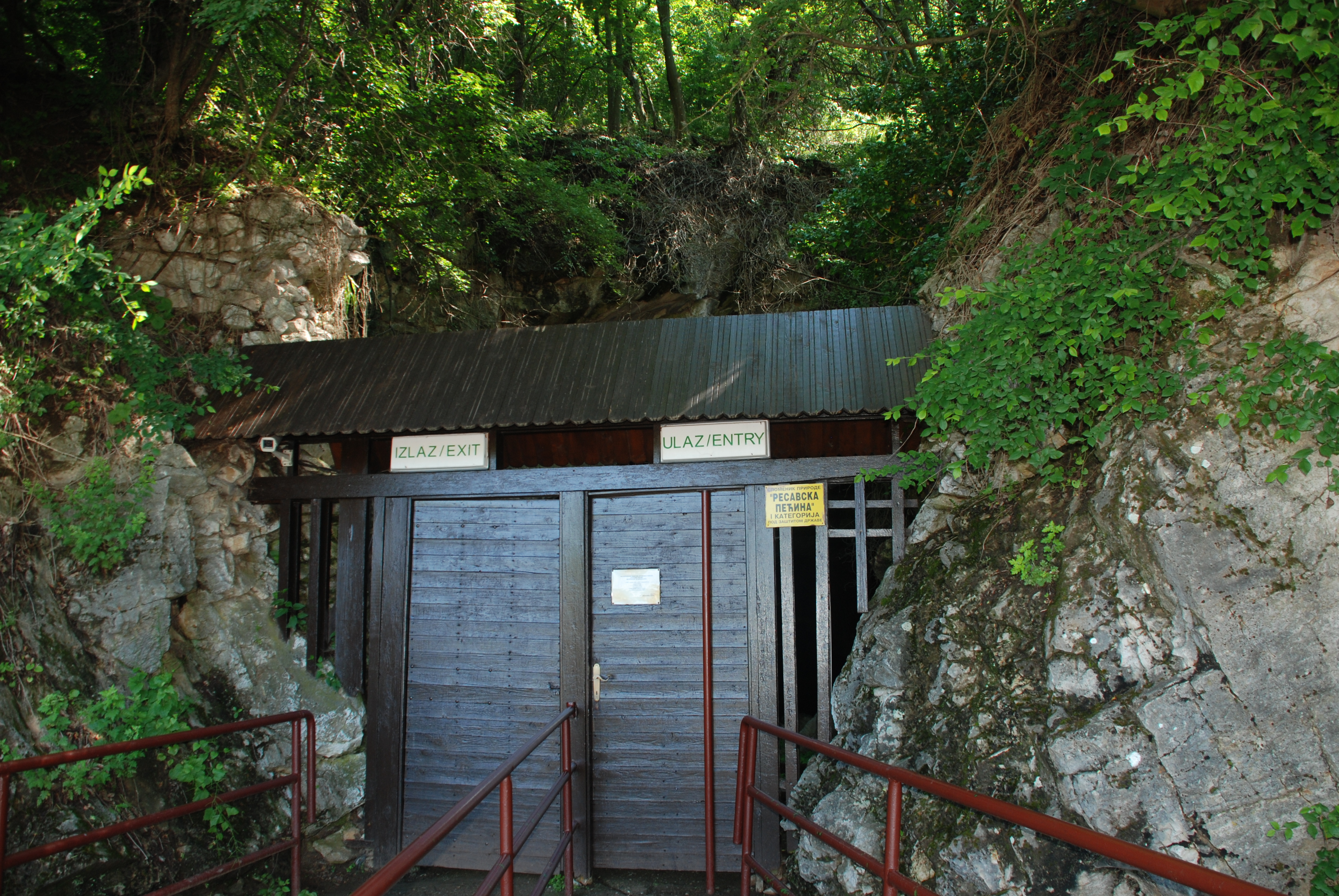
Вхід до печери
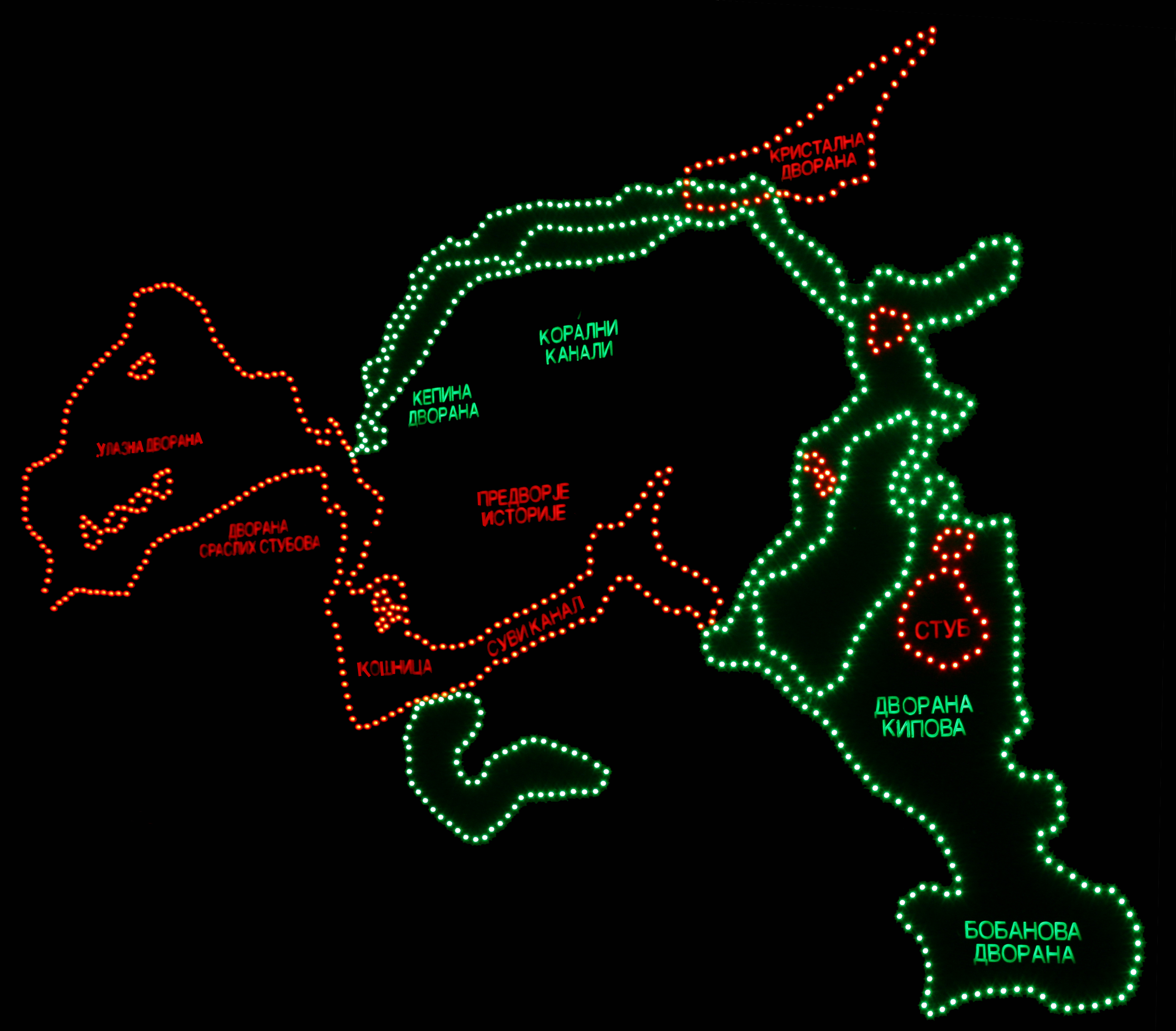
Карта печери
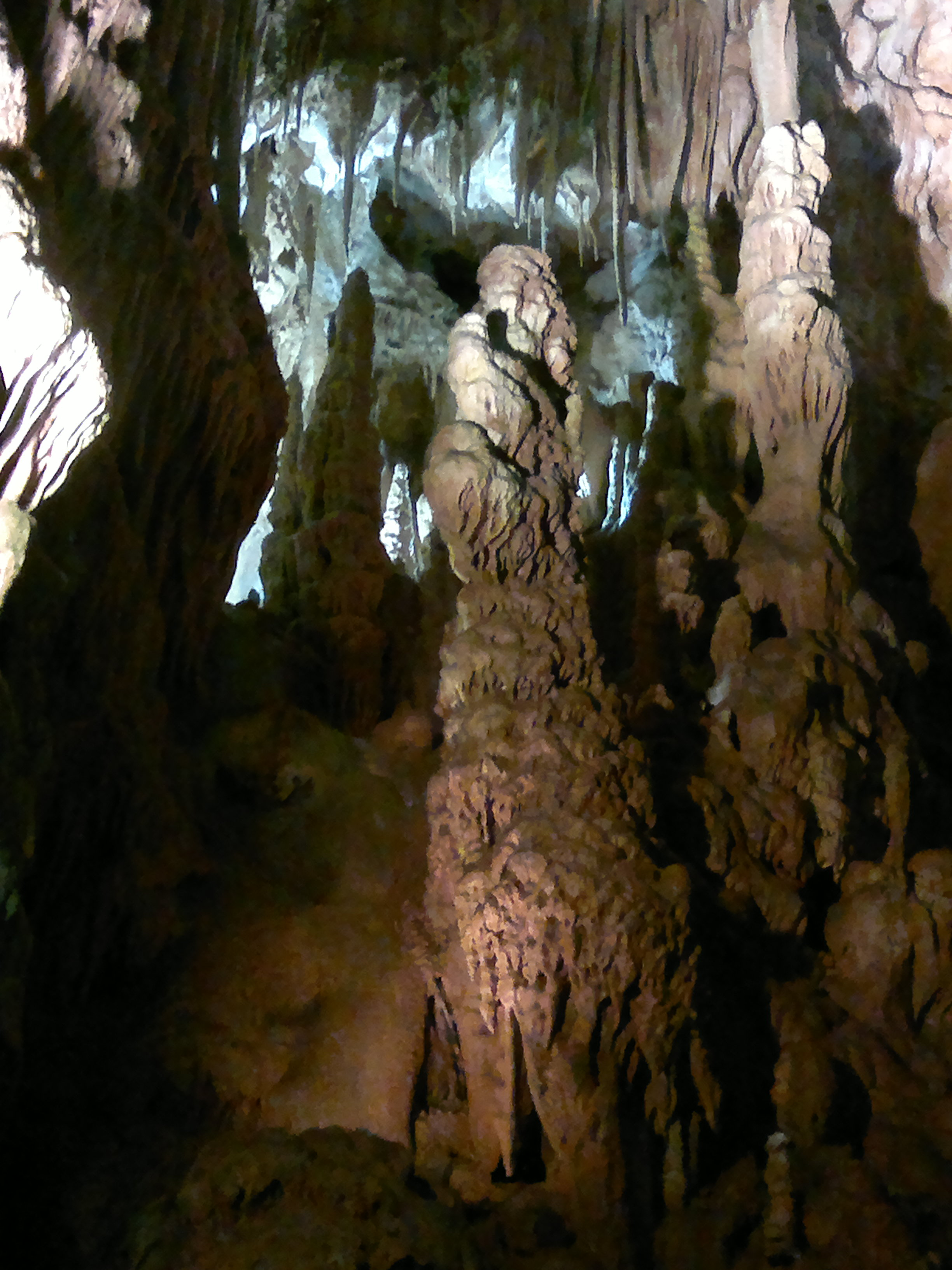
Сталагміт, що нагадує матір з дитиною — символ печери
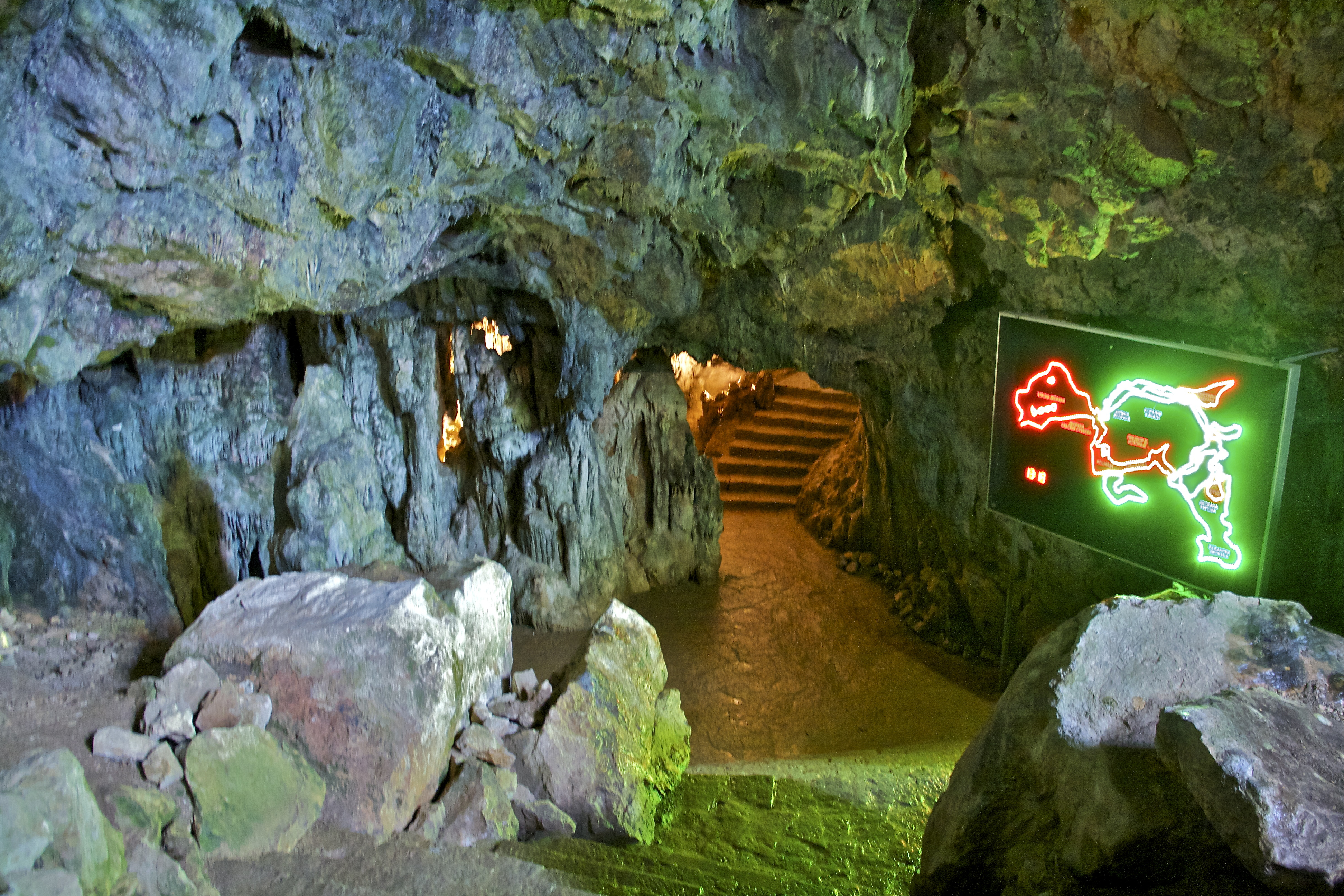
Передпокій печери з картою
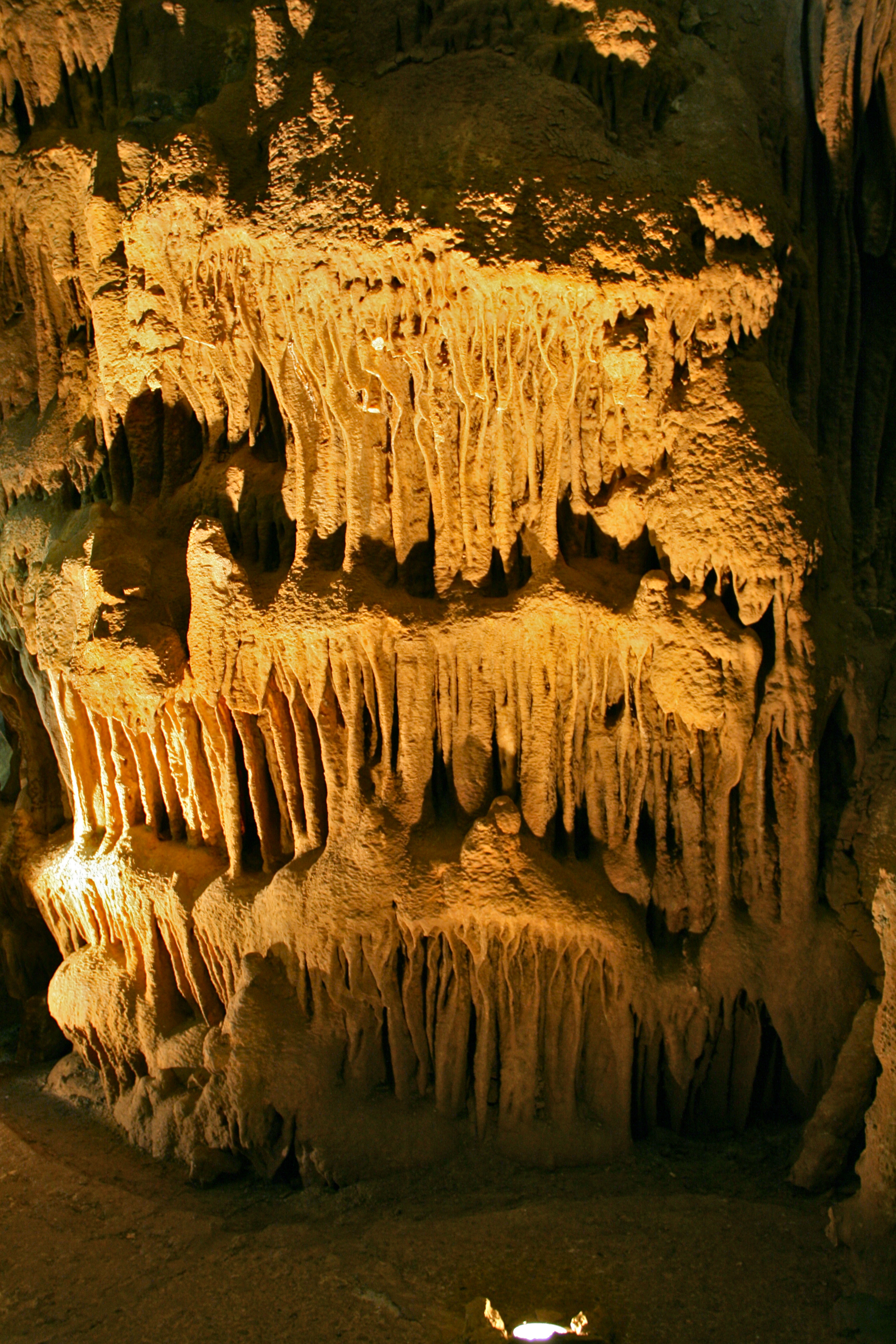
Натічні утворення
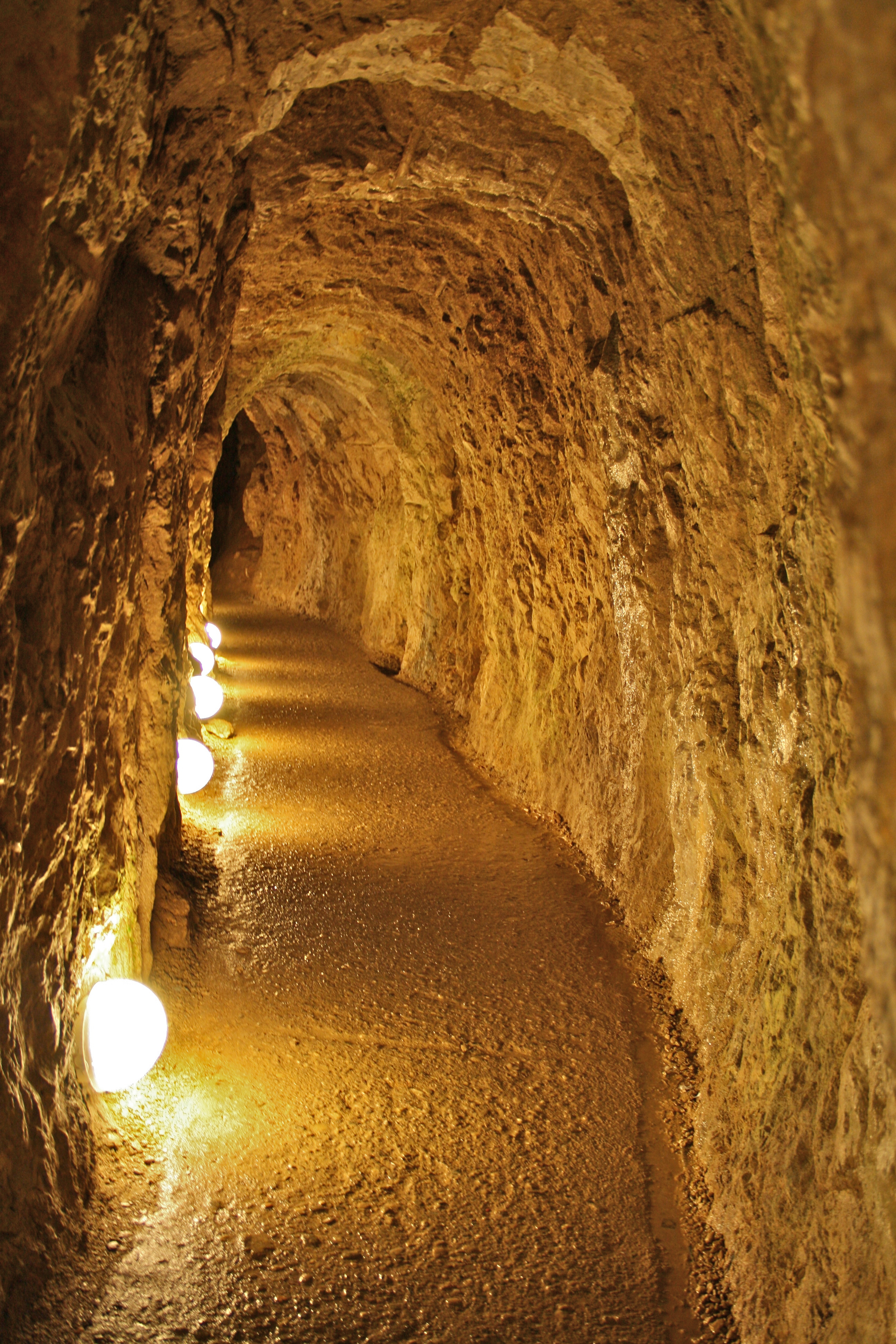
Освітлений тунель